# رام و شام
رام و شام یک فیلم بلند هندی محصول سال ۱۹۶۷ به کارگردانی تابی چاناکیا و بازی دیلیپ کومار است.

## خلاصه داستان
دربارهٔ دو برادر دوقلو است. یکی آرام و سربه‌زیر، دیگری شر و شوخ و پرانرژی.